# Asertywna krytyka
Asertywne wyrażanie krytyki to zachowanie nastawione na wywieranie konstruktywnego wpływu na innych ludzi poprzez szczere i uczciwe komunikaty wyrażane wprost. Celem asertywnej krytyki nie jest udowadnianie winy ani karanie, ale przekazanie informacji, które mają służyć zmianie lub korekcie czyjegoś zachowania lub postępowania z takiego, które było nieefektywne lub błędne, na prawidłowe lub efektywne.

## Model asertywnego wyrażania krytyki (zasada FUO)
- fakty – opis wydarzeń, zachowań, sytuacji, które wywołały negatywną reakcję.

- ustosunkowanie – wyrażenie negatywnych uczuć, odczuć, opinii, odmiennej postawy.

- oczekiwania – sformułowanie prośby, polecenia, pytania motywującego, idące w kierunku zawarcia umowy z krytykowaną osobą na dokonanie przez nią zmiany w zachowaniach poddanych krytyce[2].

## Technika wspomagająca asertywne wyrażanie krytyki
Techniką wspomagającą asertywne wyrażanie krytyki jest „twórcze doradztwo” (coaching) – technika prowadzenia rozmowy z osobą stojącą przed dylematem decyzyjnym, trudnym zadaniem, kłopotem wynikającym z popełnienia błędu lub innym problemem wymagającym rozwiązania. Polega ona na tym, że osoba wspomagająca (krytykująca) zadaje jedynie pytania otwarte mające na celu umotywowanie osoby wspomaganej do samodzielnego rozwiązania problemu. Technika twórczego doradztwa może wspomagać asertywną odmowę, ale nie może jej zastąpić.